# 207763 Oberursel
207763 Oberursel este un asteroid din centura principală de asteroizi.

## Descriere
207763 Oberursel este un asteroid din centura principală de asteroizi. A fost descoperit pe 6 octombrie 2007 la Taunus de Rainer Kling și Ute Zimmer. Asteroidul prezintă o orbită caracterizată de o semiaxă mare de 3,01 ua, o excentricitate de 0,13 și o înclinație de 3,2° în raport cu ecliptica.